# رابرت مک‌وی
رابرت مک‌وی (انگلیسی: Robert McVey؛ زادهٔ ۱۴ مارس ۱۹۳۶) بازیکن هاکی روی یخ اهل ایالات متحده آمریکا بود.
وی در مسابقات کشوری و بین‌المللی در مجموع برندهٔ ۱ مدال طلا شده‌است.